# ウインク殺人事件
ウインク殺人事件（ウインクさつじんじけん）は、集団で行うゲームの一種。

## 手順
遊び方の例を以下に示す。
1. 5～10人ほどの人数で行う。（それより多くても可）[要出典]
2. くじ引きなどでキラー（鬼ごっこでいう鬼）を決める。この際、周りの人に分からぬよう、自分のみ自覚する[要出典]。
3. キラーは参加者にウインクをする。ウインクをされたと思った人は、牢屋に移動する[要出典]。
4. 残っているキラー以外のメンバーはキラーを当てる[要出典]。
5. 誰かがキラーが誰かを当てるか、あるいは規定の人数よりも残り人数が減るとゲーム終了[要出典]。

キラー中にメンバーが犯人を当てた際に違う場合、言った人物と間違われた人物が離脱しなくてはならない。キラーが他の人物を犯人として離脱するのはゲームが決まらず終了するため禁止。ただし、怪しむことは可能。